# A-10 Cuba!
A-10 Cuba! é um simulador de voo para PC lançado pela Parsoft Interactive em 1996. Faz parte do jogo um A-10 Thunderbolt II em missões para defender a Baía de Guantánamo, em Cuba, contra forças guerrilheiras. Como na maioria dos simuladores de voo de guerra, os principais objetivos são: defender a base aérea, destruindo navios, pontes, tanques e construções e escoltando outros aviões.
A-10 Cuba! foi a seqüência mais aguardada do simulador de voo A-10 Attack!. A-10 Cuba! tem o mesmo impressionante modelo de voo do seu antecessor, exceto nos gráficos, que se tornaram significativamente mais detalhados, sem requerer um computador muito mais potente. As outras melhorias, além das gráficas, incluem fumaça dos trens de pouso ao pousar ou derrapar, as luzes da pista de pouso e das taxiways, a insígnia do Comando de Combate Aéreo na maioria dos aviões norte-americanos, o aumento no número de polígonos (fazendo os objetos aparecerem mais redondos do que apareciam no A-10 Attack!, os danos causados pelas armas foram significativamente melhorados (realismo aumentado) e as aparências dos veículos do solo tornaram-se mais reais. No entanto, falta, ao rodar no Windows, o editor de missões e o visualizador de mapas, disponíveis na versão do Macintosh e no A-10 Attack!
O A-10 Cuba! também conta com 4 níveis de treinamento: Decolar, Pousar, ataque Ar-Solo e ataque Ar-Ar. Os locais de treinos são localizados na área desértica do jogo.

## Particularidades
Apesar de ser um game simulador aéreo de combate, tornou-se famoso por se aproximar em muito das realidades físicas dos aviões. Mesmo com gráficos rústicos para os nossos dias, simula resistência do ar, velocidade compatível para aterrissagem e decolagem, desgaste de trem de pouso, autonomia de combustível e até mesmo a gravidade; pois o peso dos armamentos em suas asas pode ser percebido com ligeiras inclinações. Com isso, na década de 90, seus concorrentes flight simulator e F22 Raptor não conseguiram alcançar esta mesma performance de realidade virtual.